# 11 april
11 april är den 101:a dagen på året i den gregorianska kalendern (102:a under skottår). Det återstår 264 dagar av året.

## Återkommande bemärkelsedagar

### Helgdagar
- Påskdagen firas i västerländsk kristendom för att högtidlighålla Jesu återuppståndelse efter korsfästelsen, åren 1819, 1830, 1841, 1852, 1909, 1971, 1982, 1993, 2004, 2066, 2077, 2088.

## Namnsdagar

### I den svenska almanackan
- Nuvarande – Ulf och Ylva
- Föregående i bokstavsordning
  - Alrik – Namnet förekom på dagens datum på 1790-talet, men utgick sedan. 1901 infördes det på 19 maj, men flyttades 1993 till 5 augusti, där det har funnits sedan dess.
  - Antipas – Namnet fanns, till minne av biskopen och martyren Antipas av Pergamon, på dagens datum fram till 1901, då det utgick.
  - Leo – Namnet förekom på dagens datum före 1901, men flyttades före detta år till 28 juni, där det har funnits sedan dess.
  - Ulf – Namnet infördes på dagens datum 1901 och har funnits där sedan dess.
  - Ylva – Namnet infördes på dagens datum 1986 och har funnits där sedan dess.
  - Yrsa – Namnet infördes på dagens datum 1986. 1993 utgick det ur almanackan, men återinfördes 2001 på 21 oktober.
- Föregående i kronologisk ordning
  - Före 1901 – Antipas, Alrik och Leo
  - 1901–1985 – Ulf
  - 1986–1992 – Ulf, Ylva och Yrsa
  - 1993–2000 – Ulf och Ylva
  - Från 2001 – Ulf och Ylva
- Källor
  - Brylla, Eva (red.): Namnlängdsboken, Norstedts ordbok, Stockholm, 2000. ISBN 91-7227-204-X
  - af Klintberg, Bengt: Namnen i almanackan, Norstedts ordbok, Stockholm, 2001. ISBN 91-7227-292-9

### Finlandssvenska almanackan
- Nuvarande från 2020[1] – Minea, Verna
- I föregående revideringar[a][2]
  - 1929–2009 – Verna
  - 2010–2019 – Verna, Minea

## Händelser
- 672 – Sedan Vitalianus har avlidit den 27 januari väljs Adeodatus II till påve.
- 896 – Sedan Formosus har avlidit en vecka tidigare väljs Bonifatius VI till påve, men avlider själv två veckor senare (sannolikt förgiftad).
- 1471 – Henrik VI, som tillfälligt har återtagit den engelska kungatronen hösten föregående år, blir nu avsatt för gott av sin tronrival Edvard IV, som nu förblir kung av England och herre över Irland till sin död 1483. Den 21 maj blir Henrik mördad på borgen Towern i London, troligen på Edvards order.
- 1713 – Frankrike och Spanien sluter freden i Utrecht med Storbritannien, Portugal, Savojen och Nederländerna, vilket avslutar det spanska tronföljdskriget, som har pågått sedan 1701. Fredsfördraget blir ett nederlag för Frankrike, vars strävan efter europeiskt herravälde misslyckas, medan den stora vinnaren är Storbritannien, som gör flera viktiga landvinster på fransk och spansk bekostnad, inte minst den sydspanska klippan Gibraltar, som britterna har ockuperat under kriget och som än idag (2025) tillhör Storbritannien.
- 1814 – Då de pågående Napoleonkrigen börjar gå allt sämre för Frankrike blir den franske kejsaren Napoleon I denna dag avsatt och tvingas gå i exil till den italienska medelhavsön Elba. Samma dag återupprättas det franska kungadömet (som avskaffades under franska revolutionen 1792) och den förre kungen Ludvig XVI:s bror Ludvig XVIII blir kung av Frankrike. Ett knappt år senare blir denne dock avsatt, när Napoleon återvänder till Frankrike och på nytt utropar sig till kejsare.
- 1919 – Internationella arbetsorganisationen (ILO) grundas, då den rapport, som har uppställts av arbetskommissionen under fredsförhandlingarna efter första världskriget, antas utan tillägg och rapporten blir 13:e paragrafen i det efterföljande fredsavtalet. Organisationens mål är att verka för social rättvisa och humana arbetsvillkor, för att främja fred mellan och inom nationer. Den ska också motverka barnarbete och människohandel. 1946 blir organisationen ett självständigt fackorgan inom Förenta nationerna.
- 1951 – Den amerikanske generalen Douglas MacArthur blir avskedad av den amerikanske presidenten Harry S. Truman som chef för FN-styrkorna i Korea under det pågående Koreakriget och efterträds av general Matthew Ridgway. Orsaken är att han har kommit på kant med den amerikanska politiska ledningen, eftersom han anser att man bör dra in Kina i kriget, genom ett anfall, gärna med kärnvapen, och ofta vägrar ta order av presidenten.
- 1954 – Denna dag utses 2010 av forskare vid universitetet i Cambridge till 1900-talets tråkigaste dag. Anledningen är att minst antal händelser av vikt på hela århundradet inträffar denna dag.[3]
- 1979 – Sedan den ugandiska motståndsrörelsen Uganda National Liberation Army (UNLA), under det pågående kriget mellan Uganda och Tanzania, med tanzanisk hjälp, dagen innan har intagit Ugandas huvudstad Kampala, blir den ugandiske diktatorn Idi Amin avsatt och tvingas gå i exil. Han beger sig till Saudiarabien, där han lever till sin död 2003. Därmed är kriget över och en intensiv politisk maktkamp vidtar i Uganda. Först 1985, sedan diktatorn Milton Obote har blivit avsatt, kan ledande krafter inleda en demokratisering av landet, vilket dock går långsamt (exempelvis dröjer det till 2005, innan enpartisystemet avskaffas).
- 2008 – Den amerikanske skidåkaren Simon Dumont sätter nytt världsrekord i att hoppa högt ur en quarterpipe, då han hoppar 38 fot (10,7 meter) upp i luften, medan han genomför en cork 900 tail grab.[4]

## Födda
- 145 – Septimius Severus, romersk kejsare från 193
- 1374 – Roger Mortimer, engelsk adelsman och tronföljare
- 1492 – Margareta, Navarras drottning från 1527 (gift med Henrik II)
- 1623 – Decio Azzolino den yngre, italiensk kardinal
- 1770 – George Canning, brittisk statsman, Storbritanniens premiärminister 10 april 1827–8 augusti 1827
- 1794 – Edward Everett, amerikansk whigpolitiker, USA:s utrikesminister 1852–1853
- 1810 – Henry Creswicke Rawlinson, brittisk arkeolog och kilskriftstolkare
- 1825 – Ferdinand Lassalle, tysk socialistisk politiker, känd som den tyska socialdemokratins grundare
- 1833 – Fredrik von Otter, svensk politiker, friherre och sjömilitär, Sveriges statsminister 1900–1902
- 1842 – Lars Forssman, svensk ämbetsman och riksdagsman
- 1850 – Isidor Rayner, amerikansk demokratisk politiker, senator för Maryland 1905–1912
- 1870 – Bruno Aspelin, finländsk artist och vissångare
- 1877 – Arthur Lindén, svensk elektronikingenjör
- 1881 – Albert Forslund, fackföreningsman och statsråd, LO:s ordförande februari-september 1936
- 1882 – Ragnar Ring, svensk regissör, manusförfattare och romanförfattare med pseudonymen Lasse Ring
- 1887 – Jack Phillips, radiotelegrafist ombord på Titanic
- 1889
  - Paul Fanger, tysk sjömilitär, amiral 1942
  - Nick LaRocca, amerikansk jazzkornettist och orkesterledare
- 1891 – Sergej Prokofjev, rysk tonsättare, pianist och dirigent
- 1895 – Nils Dahlström, svensk skådespelare och filmproducent
- 1900 – Rosalind Atkinson, nyzeeländsk skådespelare
- 1903 – Misuzu Kaneko, japansk poet
- 1907 – Nina Scenna, svensk skådespelare
- 1909 – Werner Braune, tysk SS-officer
- 1913 – Oleg Cassini, amerikansk modeskapare
- 1919 – Albertina Berkenbrock, brasilianskt våldtäktsoffer och jungfrumartyr
- 1920 – Peter O'Donnell, brittisk författare
- 1923 – Curry Melin, svensk meteorolog
- 1925 – Viola Liuzzo, amerikansk medborgarrättsaktivist
- 1930
  - Nicholas F. Brady, amerikansk republikansk politiker, senator för New Jersey 1982, USA:s finansminister 1988–1993
  - Anton LaVey, amerikansk författare, grundare av den moderna satanismen
  - Birgitta Hambraeus, svensk centerpartistisk politiker, riksdagsledamot 1971–1998
- 1931 – Luís Cabral, bissauguineansk politiker, Guinea-Bissaus president 1974–1980
- 1932 – Joel Grey, amerikansk skådespelare och sångare
- 1934 – Mark Strand, amerikansk poet och essäist
- 1937 – Jill Gascoine, brittisk skådespelare
- 1941 – Shirley Stelfox, brittisk skådespelare
- 1944 – Signe Stade, svensk skådespelare
- 1947 – Åsa-Lena Hjelm, svensk skådespelare
- 1948 – Massimo D'Antona, italiensk professor i arbetsrätt
- 1953 – Guy Verhofstadt, belgisk politiker, Belgiens premiärminister 1999–2008
- 1954 – Attila Sudár, ungersk vattenpolospelare
- 1955
  - Lena Andersson, svensk sångare
  - Kevin Brady, amerikansk republikansk politiker
- 1958 – Stuart Adamson, brittisk gitarrist, pianist, sångare och låtskrivare
- 1960 – Jeremy Clarkson, brittisk programledare och motorjournalist
- 1964 – John Cryer, brittisk labourpolitiker, parlamentsledamot 1997–2005
- 1966 – Lisa Stansfield, brittisk musiker
- 1967 – Urrke T, svensk musiker
- 1969 – Virgil Riley Runnels III, amerikansk fribrottare med artistnamnen Dustin Rhodes och Dustin Runnels
- 1970 – Trevor Linden, kanadensisk ishockeyspelare
- 1971 – Oliver Riedel, tysk musiker, basist i gruppen Rammstein
- 1974
  - Tricia Helfer, kanadensisk fotomodell och skådespelare
  - Anton Glanzelius, svensk skådespelare
- 1975 – Simona Gogârlă, rumänsk handbollsspelare
- 1977 – Sara Löfgren, svensk sångare
- 1981 – Alessandra Ambrosio, brasiliansk fotomodell
- 1984 – Nikola Karabatić, fransk handbollsspelare
- 1994 – Jonna Lundell, svensk Youtube-profil
- 2000 – Jarno Opmeer, nederländsk racerförare och e-sportare

## Avlidna
- 678 – Donus, påve sedan 676
- 1034 – Romanos III Argyros, 66, bysantinsk kejsare sedan 1028
- 1520 – Agostino Chigi, 50, italiensk bankir
- 1779 – Joseph de Jussieu, 74, fransk botaniker
- 1875 – Andrew Jackson Hamilton, 60, amerikansk politiker och jurist, guvernör i Texas 1865–1866
- 1890 – Joseph Merrick, 27, brittisk man känd som Elefantmannen på grund av sitt deformerade utseende
- 1892 – Carl Paul Caspari, 78, norsk-tysk teolog och orientalist
- 1896 – Thomas Michael Holt, 64, amerikansk industrialist och politiker, guvernör i North Carolina 1891–1893
- 1899 – Gustaf Emanuel Beskow, 65, svensk hovpredikant, pedagog och politiker
- 1901 – Gunnar Eriksson i Mörviken, 68, svensk lantbrukare och politiker
- 1902 – Johan Daniel Herholdt, 83, dansk arkitekt
- 1903 – Gemma Galgani, 25, italiensk jungfru, mystiker och helgon
- 1904 – Alberto Cantoni, 62, italiensk författare
- 1918
  - Otto Wagner, 76, österrikisk arkitekt
  - William C. McDonald, 59, amerikansk demokratisk politiker, guvernör i New Mexico 1912–1917
- 1921 – Ida Brag, 54, svensk operasångare
- 1934 – John Collier, 84, brittisk målare
- 1935 – Emil Norlander, 69, svensk författare, revyförfattare och journalist
- 1936 – Richard Yates, 75, amerikansk republikansk politiker, guvernör i Illinois 1901–1905
- 1945 – Alfred Meyer, 53, tysk nazistisk politiker
- 1946 – Richard Stenbeck, 82, svensk psykiater och ämbetsman
- 1949 – Chase Osborn, 89, amerikansk republikansk politiker och publicist, guvernör i Michigan 1911–1913
- 1950 – Bainbridge Colby, 80, amerikansk demokratisk politiker, USA:s utrikesminister 1920–1921
- 1951 – Willi Wells, 67, dansk revyskådespelare
- 1960 – Rosa Grünberg, 82, svensk skådespelare samt opera- och operettsångare
- 1972
  - Hermann Böhm, 88, tysk sjömilitär, generalamiral 1941
  - Alf Jörgensen, 58, svensk filmproducent, manusförfattare och sångtextförfattare
- 1977 – Jacques Prévert, 77, fransk poet
- 1984 – Fritz Rotter, 84, österrikisk sångtextförfattare, manusförfattare och kompositör
- 1985 – Enver Hoxha, 76, albansk politiker, Albaniens diktator sedan 1944
- 1987 – Erskine Caldwell, 83, amerikansk författare
- 1990 – Ivar Lo-Johansson, 89, svensk författare
- 2003 – Niels Dybeck, 66, svensk skådespelare
- 2006 – Deshaun Holton, 32, amerikansk rappare med artistnamnet Proof, medlem i hiphopgruppen D12 (mördad)
- 2007
  - Roscoe Lee Browne, 84, amerikansk skådespelare
  - Kurt Vonnegut, 84, amerikansk författare
- 2011 – Lewis Binford, 80, amerikansk arkeolog
- 2012
  - Ahmed Ben Bella, 93, algerisk självständighetskämpe och politiker, Algeriets president 1963–1965
  - Gustaf Jansson, 90, svensk maratonlöpare, OS-brons 1952
  - Ramon Sylvan, 78, svensk skådespelare
- 2013
  - Jonathan Winters, 87, amerikansk komiker och skådespelare
  - Angela Voigt, 61, tysk längdhoppare
  - Maria Tallchief, 88, amerikansk ballerina
- 2016 – Emile Ford, 78, brittisk schlagerartist
- 2024 – Anna-Greta Leijon, 84, svensk socialdemokratisk politiker, statsråd 1973–1976 och 1982–1988